# Vota la voce 1998
La 26ª edizione di Vota la voce è andata in onda su Canale 5 da Piazza Grande di Arezzo il 23 settembre del 1998.
Conduttori furono Red Ronnie e Maria Grazia Cucinotta con la partecipazione di Pippo Baudo.
Vincitori dell'edizione furono: Vasco Rossi (miglior cantante maschile), Spagna (miglior cantante femminile), Articolo 31 (miglior gruppo) e gli 883 (premio tournée) e (miglior album).

## Cantanti partecipanti
- Laura Pausini - Un'emergenza d'amore
- Articolo 31 - La rinascita
- Fiorella Mannoia ft. Vasco Rossi - Sally
- Gino Paoli - Pomodori
- Gianluca Grignani - Campi di popcorn
- Ligabue - Ho perso le parole
- Syria - Ho scritto una canzone per te
- Gianna Nannini - Centomila
- 883 - Io ci sarò
- Nek - Se io non avessi te
- Spagna - Lay da da
- Pooh - Non lasciarmi mai più
- Eugenio Finardi - Accadueo
- Vasco Rossi - L'una per te
- Amedeo Minghi - Decenni
- Marina Rei - T'innamorerò
- Alex Britti - Solo una volta (o tutta la vita)
- Fabio Concato - Mi innamoro davvero